# Chaetodon mertensii
Chaetodon mertensii là một loài cá biển thuộc chi Cá bướm (phân chi Rhombochaetodon) trong họ Cá bướm. Loài cá này được mô tả lần đầu tiên vào năm 1831.

## Từ nguyên
Từ định danh mertensii được theo tên của Karl Heinrich Mertens, một nhà tự nhiên học kiêm nhà thám hiểm người Đức. Georges Cuvier đã mô tả loài cá này dựa trên một bức vẽ mà Mertens đã cho ông xem.

## Phạm vi phân bố và môi trường sống
Ở Biển Đông, C. mertensii được phân bố dọc theo vùng biển Việt Nam và Philippines, trải dài đến các nhóm đảo phía đông Indonesia (từ đảo Halmahera đến phía bắc Tây New Guinea), ngược lên phía bắc đến quần đảo Ryukyu và quần đảo Ogasawara (Nhật Bản), xa về phía đông đến tận đảo Phục Sinh, giới hạn phía nam đến bang New South Wales (Úc), bao gồm cả đảo Lord Howe.
Ở Việt Nam, C. mertensii được ghi nhận tại cù lao Chàm (Quảng Nam) và quần đảo Hoàng Sa; Côn Đảo; cù lao Câu (Bình Thuận) và quần đảo Trường Sa.
Năm 2020, trong một lần xem lại đoạn phim tài liệu thô đã được một đội ngũ làm truyền hình quay tại vùng biển thuộc quần đảo Kermadec (New Zealand) vào năm 2015, các nhà khoa học đã vô tình phát hiện ra ba loài cá mà trước đây được cho là không sống trong khu vực này, là C. mertensii, cá bàng chài Labroides dimidiatus và cá mú Epinephelus rivulatus. Sự phát hiện này đã mở rộng thêm phạm vi của ba loài về phía nam.
C. mertensii sống tập trung trên các rạn viền bờ hoặc trong đầm phá ở độ sâu từ 10 đến ít nhất là 120 m.

## Mô tả
C. mertensii có chiều dài cơ thể lớn nhất được ghi nhận là 12,5 cm. Loài này có màu xám trắng với các dải sọc đen hình chữ V ở hai bên thân, ngoài ra còn nhiều chấm đen nhỏ rải rác trên thân. Vùng trán có màu xám sẫm, có một dải đen viền trắng băng dọc qua mắt. Phần thân sau, bao gồm cả vây lưng và vây hậu môn có màu vàng cam. Vây đuôi cũng có màu vàng như thân sau, nhưng có thêm một dải trắng bao quanh gốc vây.
Số gai ở vây lưng: 12–14; Số tia vây ở vây lưng: 21–23; Số gai ở vây hậu môn: 3; Số tia vây ở vây hậu môn: 16–17; Số tia vây ở vây ngực: 14; Số gai ở vây bụng: 1; Số tia vây ở vây bụng: 5; Số vảy đường bên: 35–43.

## Phân loại học
Trong phân chi Rhombochaetodon, C. mertensii hợp thành nhóm chị em với các loài Chaetodon paucifasciatus, Chaetodon madagaskariensis và Chaetodon xanthurus.
Nhóm chị em này đặc trưng bởi các sọc chữ V ở hai bên thân, thân sau có các màu vàng, cam hoặc đỏ với một sọc đen băng qua mắt. Trừ C. mertensii, các loài còn lại đều có một đốm "vương miện" trên đỉnh đầu.

## Sinh thái học
Thức ăn của C. mertensii bao gồm tảo và những loài thủy sinh không xương sống nhỏ. C. mertensii thường kết đôi với nhau, nhưng cũng có thể sống đơn độc.

## Lai tạp
Những cá thể mang kiểu màu trung gian giữa C. mertensii với hai loài C. xanthurus và Chaetodon argentatus đã được bắt gặp trong tự nhiên.

## Thương mại
C. mertensii thường được xuất khẩu trong ngành kinh doanh cá cảnh.